# Hip-hop sénégalais

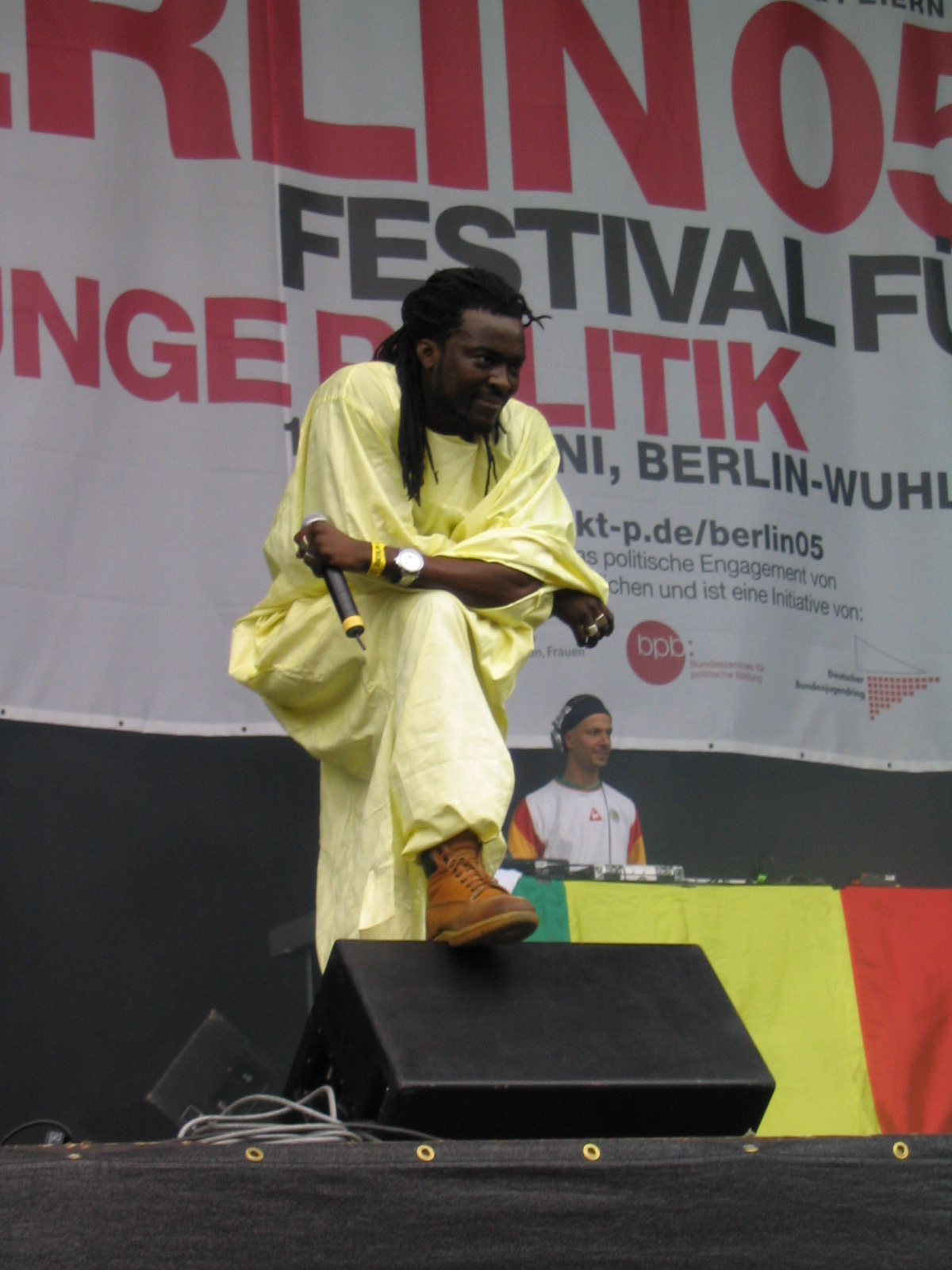
Aladji Man de Daara J se produisant à Berlin en 2005.

Le hip-hop sénégalais, ou rap sénégalais, désigne la culture hip-hop ayant émergé au Sénégal depuis le début des années 1980. Lorsque le hip-hop émerge en Afrique, il se popularise dans un contexte beaucoup plus engagé. Avec la modernisation du pays, et la montée des médias, la jeunesse sénégalaise parvient à développer une nouvelle forme d'expression. « La scène du rap sénégalais est différente et ses artistes extrêmement talentueux. Le pays est ancré dans la musique. »

## Étymologie
Le hip-hop sénégalais est également appelé hip-hop galsen ou rap galsen, galsen signifiant Sénégal en verlan.

## Histoire
Le hip-hop émerge au début des années 1980 dans la ville sénégalaise de Dakar, dans un contexte politiquement engagé et social,. Avant la montée fulgurante du hip-hop au Sénégal, la musique transcendait au sein des griots.
Le terme de griot, ou « barde », définit « un personnage qui a pour fonction de raconter des mythes, de chanter et/ou de raconter des histoires du temps passé. (À la fois objet de mépris et de crainte, il maintient, par sa fonction sociale, la littérature orale africaine). » Importants dans la société sénégalaise, ils content en chanson dans n'importe quel lieu et sur n'importe quel sujet, et seront en grande partie responsables de l'importation du hip-hop.
Suivant un processus historique d'appropriation de la musique populaire américaine par le Sénégal, le hip-hop a émergé dans la capitale sénégalaise au début du milieu des années 1980. Bien que le hip-hop galsen soit aujourd'hui célèbre pour ses diverses productions musicales, le mouvement s'est propagé à partir de son attrait pour la danse plutôt que pour la musique. En effet, les artistes hip hop sénégalais ont d'abord participé à ce mouvement en tant que smurfer, breakdancer, B-boy en général se produisant lors de podiums organisés. Les écoles, les boîtes de nuit et autres scènes publiques temporaires ont ainsi joué un rôle essentiel dans l'amplification de ce mouvement à Dakar. En outre, et contrairement au hip-hop américain, qui s'est développé à partir des jeunes des ghettos du centre-ville, le hip-hop à Dakar a vu le jour au sein d'une jeunesse de classe moyenne capable d'accéder et/ou d'introduire chez elle de nouvelles idées et de nouvelles expressions culturelles venant de l'étranger. Le hip-hop devient populaire dans la capitale grâce à la circulation intensive et informelle de cassettes VH7 et de vidéos enregistrées, importées des États-Unis (Afrika Bambaataa) ou de France (émission télévisée de danse hip-hop HIPHOP animée par Sidney) par des membres de la diaspora. Le hip-hop sénégalais s'inspire initialement du hip-hop originaire du South Bronx, aux États-Unis. Il fait usage de la langue natale du pays, le wolof, accompagné du français et de l'anglais, qui traitent de sujets sérieux comme le crime, la corruption, les MST et le SIDA, la pauvreté, et les conflits ethniques. Les beats étaient souvent accompagnés de percussions sénégalaises traditionnelles.
En 2000, les artistes de la première génération comme Positive Black Soul, Xuman du groupe Pee Froiss, et Wa BMG se rassemblent pour le sopi (« le changement » en wolof) et font gagner Abdoulaye Wade qui bat alors Abdou Diouf au pouvoir depuis dix-neuf ans.

## Artistes notables
La 1re génération comprend : MC Lida, Positive Black Soul, Pee Froiss, Xuman, Burba Jolof, Wa BMG, Daraa J, et Books Kumpa Seen ou encore Armand DAMAS alias BIG D. La génération en 2021 : Dip Doundou Guiss, Akhlou Brick, Omzo Dolla, Elzo Jamdong, Nix, One lyrical (vainqueur Flow Up 2016)., Iss 814 Beats, Hakill, Pako Briz, et Kruh Mandiou Mauri.